# Двері, відкриті для тебе
«Двері, відкриті для тебе» («Durvis, kas tev atvērtas») — радянський художній фільм 1984 року, знятий режисером Петерісом Криловсом на Ризькій кіностудії.

## Сюжет
Про один із сучасних колгоспів Радянської Латвії. Червоною ниткою проходить через фільм тема спадковості та відповідальності людей перед землею, перед майбутнім рідних місць.

## У ролях
- Дзідра Рітенберга — Емма
- Іварс Пуга — Айгарс
- Ромуалдс Анцанс — другорядна роль
- Гунта Віркава — другорядна роль
- Леонідс Грабовскіс — Малдоніс
- Яніс Букс — батько Карліса
- Віра Шнейдере — Марія
- Валдемарс Зандбергс — Карліс, чоловік Елми
- Борис Бекет — Віктор «Гуцул»
- Рута Вітиня — Гуна
- Ілона Намнієце — дочка Елми
- Лаума Йонена — Лаура
- Ніна Леймане — Гайда
- Андріс Морканс — другорядна роль
- Імантс Адерманіс — другорядна роль
- Іварс Браковскіс — другорядна роль
- Влад Друк — другорядна роль
- Юріс Фрінбергс — другорядна роль

## Знімальна група
- Режисер — Петеріс Криловс
- Композитор — Артурс Маскатс